# Anthony Leiato
Anthony Leiato (* 26. August 1965 im Orange County, Kalifornien, Vereinigte Staaten) ist ein Kugelstoßer aus Amerikanisch-Samoa.
Er nahm 1996 in Atlanta an den Olympischen Spielen teil. im dritten Versuch der Qualifikation verbesserte er seine persönliche Bestleistung auf 13,02 Meter. Er verfehlte die Qualifikation für das Finale und wurde 34.